# برستون تاكر (لاعب كرة قاعدة)
برستون تاكر (بالإنجليزية: Preston Tucker)‏ هو لاعب كرة قاعدة أمريكي، ولد في 6 يوليو 1990 في تامبا في الولايات المتحدة.

## وصلات خارجية
- برستون تاكر على موقع دوري كرة القاعدة الرئيسي (الإنجليزية)
- برستون تاكر على موقع دوري كوريا الجنوبية لكرة القاعدة (الإنجليزية)
- برستون تاكر على موقعبيزبول رفرنس.كوم (الدوري الرئيسي) (الإنجليزية)
- برستون تاكر على موقعبيزبول رفرنس.كوم (الدوري الثانوي) (الإنجليزية)
- برستون تاكر على موقع إي إس بي إن.كوم (أم.أل.بي) (الإنجليزية)
- برستون تاكر على موقع مشجعي الرسوم البيانية (الإنجليزية)